# 阇耶跋摩七世
阇耶跋摩七世（Jayavarman VII，意译为胜铠，1125年—1215年），柬埔寨吴哥王朝（高棉帝国）國王（1181年－1215年）。柬埔寨吴哥王朝最著名的统治者之一，亦稱作迦牙伏曼七世。
陀罗尼因陀罗跋摩二世之子，耶输跋摩二世的哥哥，蘇利耶跋摩二世去世後，吳哥王朝开始陷入一段混乱时期。这期间爆发了名为罗睺（卡拉）之乱的农民起义，接着权臣特里布婆那迭多跋摩发动叛乱，耶输跋摩二世丧失了王位和生命。1177年占城国王阇耶因陀罗跋摩四世入侵，破城杀死国王特里布婆那迭多跋摩，并大肆掳掠首都耶輸陀羅補羅。當時已经50多岁的王子闍耶跋摩七世起兵抵抗占城军队，他曾经在占城生活了很多年，在吴哥一片混乱中返回真腊，有说法称他在都城东边一百多公里的巴肯古寺（Prasat Bakan，位于圣剑寺群Preah Khan Group）安营扎寨招兵买马，兵强马壮后走出丛林奔袭都城，把占城军队彻底逐出了真腊，然后在1181年登基。
1190年，阇耶因陀罗跋摩四世再度侵犯真腊。阇耶跋摩七世以占城王子释利毗多难陀那为将军，击退了占城的进攻，并乘胜攻占了占城首都毗阇耶，大肆屠杀掳掠，阇耶因陀罗跋摩四世被俘。阇耶跋摩七世在1203年再次占领占城，把占城降为一个省，直接并入高棉帝國。吴哥王朝的首都吳哥城在他统治时期最后定型。今天吳哥古蹟的大部分建筑是他修建的。阇耶跋摩七世曾下令挖掘一个人工湖阇耶塔泰卡（意為“阇耶跋摩的水池”）。在阇耶跋摩七世统治末年，他重建了巴戎寺。
阇耶跋摩七世活了90岁，他看到了苏利耶跋摩二世的鼎盛，看到了吴哥寺的兴建，看到了叛乱，看到了外敌的入侵和劫掠，看到了满目疮痍，看到了国家的重生国都的重建，看到了复仇，看到了外敌的灭亡。作为长子，他没有从他的父王手里继承王位，作为王族，没有从他的弟弟手里继承王位。经历了无数的生和死，等待和争斗，背叛和复仇，侵略和抵抗，衰落和兴盛，耻辱和荣耀，阇耶跋摩七世改变了信仰，在他统治时期，皈依了大乘佛教。上座部佛教（注意不与大乘佛教混淆）成为吴哥最具影响的宗教。
阇耶跋摩七世重建了国都吴哥城，为纪念其父修建了圣剑寺，为纪念其母修建了塔布茏寺，而他为自己修建了巴戎寺。巴戎寺这座大乘佛教寺院是吴哥最后的一座国寺，也是唯一一座大乘佛教国寺。巴戎寺的浮雕共有1200米长，刻画了11000个人物。在巴戎寺的中心高台上，是一个有49座（现存37座）四面佛塔塔的塔林，加上周围5座门塔，一共54座四面佛塔，200个左右微笑的面孔俯视着巴戎寺和吴哥，“高棉的微笑”就指这里。
1215年，阇耶跋摩七世去世，其子因陀罗跋摩二世繼位。有人认为，阇耶跋摩七世死于麻风病。